# リュカ・トゥザール
リュカ・トゥザール（Lucas Tousart、1997年4月29日 - ）は、フランス・アラス出身のサッカー選手。1.FCウニオン・ベルリン所属。ポジションはミッドフィールダー。

## 経歴

### クラブ
2015年1月4日、トゥールFC戦でリーグ2デビューを果たした。
2015年8月31日、オリンピック・リヨンへ移籍し、12月5日のアンジェSCO戦でリーグ1デビューを果たした。
2020年1月27日、ヘルタ・ベルリンと長期契約を締結し、シーズン終了まではオリンピック・リヨンにレンタル移籍することが発表された。2020年2月26日のUEFAチャンピオンズリーグ、決勝トーナメント1回戦ユヴェントスFC戦で決勝ゴールを決めた。

### 代表
フランスのU19、U20、U21代表を経験している。U19代表では2016年のUEFA U-19欧州選手権にキャプテンとして出場し、優勝に貢献したとともに、自身も大会の優秀選手に選ばれた。

## 個人成績
| クラブ               | シーズン | リーグ  | リーグ | リーグ | フランス杯 | フランス杯 | リーグ杯 | リーグ杯 | UEFA | UEFA | 通算 | 通算 |
| クラブ               | シーズン | リーグ  | 出場   | 得点   | 出場       | 得点       | 出場     | 得点     | 出場 | 得点 | 出場 | 得点 |
| -------------------- | -------- | ------- | ------ | ------ | ---------- | ---------- | -------- | -------- | ---- | ---- | ---- | ---- |
| ヴァランシエンヌFC   | 2014-15  | リーグ2 | 17     | 0      | 1          | 0          | 0        | 0        | -    | -    | 18   | 0    |
| ヴァランシエンヌFC   | 2015-16  | リーグ2 | 1      | 0      | 0          | 0          | 0        | 0        | -    | -    | 1    | 0    |
| オリンピック・リヨン | 2015-16  | リーグ1 | 1      | 0      | 0          | 0          | 0        | 0        | -    | -    | 1    | 0    |
| オリンピック・リヨン | 2016-17  | リーグ1 | 22     | 1      | 2          | 0          | 1        | 0        | 8    | 1    | 33   | 2    |
| 総通算               | 総通算   | 総通算  | 41     | 1      | 3          | 0          | 1        | 0        | 8    | 1    | 53   | 2    |

## タイトル
代表
- UEFA U-19欧州選手権：2016